# 威爾紅點鮭
威爾紅點鮭，為輻鰭魚綱鮭形目鮭科的其中一種，為溫帶淡水魚，被IUCN列為瀕危保育類動物，分布於歐洲英國溫德米爾流域，體長可達30公分，棲息在底中層水域，生活習性不明。

## 擴展閱讀
維基物種上的相關：威爾紅點鮭